# Paraisópolis
Paraisópolis és un dels barris més pobres de la ciutat de São Paulo, al Brasil.
Paraisópolis és un barri al sud de São Paulo (zona Sul), a 15 km del nucli urbà, a la sots-prefectura (subprefeitura) de Campo Limpo i el distrito de Vila Andrade. El barri, on viuen de 80.000 a 100.000 habitants, és una de les nombroses faveles de l'aglomeració de São Paulo (612 faveles segons el Censo 2000).
Paraisópolis és coneguda gràcies a una fotografia aèria obliqua que mostra una part de les barraques amb just al costat un immoble amb piscines a cada balconada (es tracta d'un dels dos immobles del Paço dos Reis, el « Palau dels Reis »). Paraisópolis és envoltada al nord i a l'est pels immobles, cases, piscines, pistes de tennis i jardins del districte de Morumbi (un barri molt més ric).
Existeix un altre lloc amb el nom de Paraisópolis al Brasil: un municipi de l'Estat veí de Minas Gerais a la Serra da Mantiqueira, amb 18.844 habitants (estimació 2009) que viuen principalment de la fabricació d'equipaments per automòbils i per l'agricultura.